# Coralli
Geograful antic Strabon identifică coralii ca fiind de origine tracică. Ei locuiau alături de bessi, maidi și dantheleti între poalele munților Haemus și până la Pont.
Ovidiu în "Scrisori din Pont" îi localizează în sudul Dobrogei, îi descrie ca fiind blonzi și îmbrăcați cu piei. Istoricul antic Appian (~100-162 d.Hr) îi încadreaza ca neamuri de origine sarmată de lânga Istru, care i-au oferit ajutor lui Mitridate, regele Pontului (120-63 î.Hr.) împotriva expansiunii romane.